# HD 73256
| 太陽 | HD 73256  |
| ---- | --------- |
| 太陽 | Exoplanet |

HD 73256 は、らしんばん座の方角に約117光年の距離にある8等級の恒星である。G8IV-VFe+0.5型という特殊なスペクトル分類を持ち、これはやや晩期へ向けて進化を始めているG型主系列星で、そのスペクトルから鉄が多く含まれていることを意味している。彩層活動の観測から、13.97日の周期で0.03等級の振幅で見かけの明るさが変化するりゅう座BY型変光星であるとされており、らしんばん座CS星という変光星名も付与されている。質量や半径といった物理的な特性は太陽に似ており、光度は太陽のおよそ4分の3である。

## 惑星系
2003年、ラ・シヤ天文台のレオンハルト・オイラー望遠鏡に搭載されているCORALIE分光器を用いたドップラー分光法での HD 73256 の視線速度観測で、太陽系外惑星が HD 73256 の周りを公転していることが確認され、HD 73256 b と命名された。少なくとも木星の約1.9倍の質量を持つ巨大ガス惑星とされるが、主星から非常に近い軌道をわずか2日半という短い公転周期で公転していることから、ホット・ジュピターに分類される惑星であると考えられた。しかし、2018年に公表されたW・M・ケック天文台のHIRES分光器を用いた観測結果では、HD 73256 b が存在するという証拠を得ることができず、その存在に対して疑義が呈されることとなった。
一方で2023年に公表された、HD 73256 の視線速度観測とアストロメトリ観測のデータを組み合わせた研究では、HD 73256 のデータにはやはり約2.5日周期の信号がみられ、HD 73256 b が実際に存在している可能性が示された。そして同時に、HD 73256 b の遥か外側を公転している新たな天体が存在していることが確かめられ、HD 73256 c と命名された。HD 73256 c は低質量の褐色矮星に相当するほどの質量を持っており、その質量は木星の約16倍とされている。
| 名称 （恒星に近い順） | 質量            | 軌道長半径 （天文単位） | 公転周期 (日)     | 軌道離心率   | 軌道傾斜角                 | 半径 |
| --------------------- | --------------- | ----------------------- | ----------------- | ------------ | -------------------------- | ---- |
| b (論争あり)          | ≥1.87 ± 0.49 MJ | 0.037                   | 2.54858 ± 0.00016 | 0.029 ± 0.02 | —                          | —    |
| c                     | 16 ± 1 MJ       | 3.8 ± 0.1               | 2690+60 −102      | 0.16 ± 0.07  | 29+5 −3 もしくは 152+8 −7° | —    |